# Xiaomi Redmi Note 7 Pro
Xiaomi Redmi Note 7 Pro — смартфон бюджетного класса суббренда Redmi компании Xiaomi, представленный 28 февраля 2019 года в Индии как «самый быстрый Redmi Note в истории».

## Технические характеристики
- Материалы корпуса: пластик, стекло (Gorilla Glass 5)
- Операционная система: Android 9 Q + MIUI 11
- SIM: две nano-SIM
- Экран: диагональ 6,3", разрешение 2340 х 1080 точки, ppi 409, олеофобное покрытие
- Процессор: восьмиядерный Qualcomm Snapdragon 675
- Графика: Adreno 612
- Оперативная память: 4/6 ГБ
- Память для хранения данных: 64/128 ГБ
- Разъёмы: USB Type-C, 3,5 мм
- Основная камера: три модуля 48 + 5 Мп, боке, режим ночной съемки
- Фронтальная камера: 13 Мп, f/2.0
- Сети: 2G/3G/LTE
- Интерфейсы: Wi-Fi a/b/g/n/ac, Bluetooth 5.0
- Навигация: GPS, ГЛОНАСС, BeiDou
- Дополнительно: разблокировка по лицу, сканер отпечатков пальцев, магнитометр, гироскоп, акселерометр, ИК
- Батарея: 4000 мАч, Quick Charge 4.0 (до 7 часов игр)
- Габариты: 159,2 × 75,2 × 8,1 мм
- Вес: 186 г

## Защита
Redmi Note 7 Pro имеет защиту от воды, внутри корпуса проложены гидроизолирующие прокладки, а сам корпус покрыт гидрофобным покрытием P2i.

## Продажи
Впервые Redmi Note 7 Pro был анонсирован в Индии 28 февраля 2019 года. На территории Индии смартфон доступен в трех модификациях: 4/64 Гб, 6/64 Гб и 6/128 Гб.
В Китае повторный анонс состоялся 18 марта 2019 года. При этом на территории Китая для продажи представлена только одна модификация - 6/128 Гб, на момент старта продаже её цена составляла 240 долларов. После анонса Honor 9X стоимость на Redmi Note 7 Pro была снижена до 200 долларов. Официально на территории России Redmi Note 7 Pro в продаже нет, в "серой" продаже китайская версия стоит 16 060 рублей. Смартфон представлен в четырех цветах: черный, синий, красный и белый.